# The Secret (The Office)
"The Secret" é o décimo terceiro episódio da segunda temporada da série de televisão estadunidense The Office, o décimo nono no geral. Foi escrito por Lee Eisenberg e Gene Stupnitsky, dirigido por Dennie Gordon e exibido pela primeira vez em 19 de janeiro de 2006 nos Estados Unidos, pela NBC.
A série retrata a vida cotidiana dos funcionários na filial da empresa de papel Dunder Mifflin em Scranton.  Nesse episódio, Jim Halpert (John Krasinski) é forçado a conversar com Michael Scott (Steve Carell) para que ele não revele seus sentimentos por Pam Beesly (Jenna Fischer). Enquanto isso, Oscar Martinez (Oscar Nunez) falta o trabalho e Dwight Schrute (Rainn Wilson) investiga se ele está realmente doente.
"The Secret" foi escrito em aproximadamente 26 horas, um recorde de tempo na época, e também foi a primeira vez que os atores não incluídos na abertura não foram creditados como convidados especiais. O título é propositalmente vago e se refere aos sentimentos ocultos de Jim por Pam, ao relacionamento de Dwight e Angela e à homossexualidade de Oscar. O episódio recebeu críticas amplamente positivas e foi assistido por 8,7 milhões de espectadores.

## Sinopse
Jim Halpert percebe que cometeu um erro ao revelar para Michael Scott seus sentimentos por Pam Beesly e pede que seja um segredo entre os dois, fazendo com que o gerente regional concluísse que são amigos. Michael o leva para o restaurante Hooters, mente que trata-se de seu aniversário e faz várias piadas incovenientes sobre as garçonetes. Quando Toby Flenderson se recusa a autorizar o pagamento no cartão de crédito corporativo, ele releva que teve que levar Jim para almoçar porque sua produtividade estava baixa devido a sofrimento emocional, revelando o segredo. Kelly Kapoor ouve e espalha a fofoca pelo escritório.
Não querendo que Pam saiba por terceiros, Jim confessa sua paixão, embora afirme que ocorreu há três anos e já superou. No entanto, Michael mais tarde conta para ela que descobriu durante o cruzeiro, levando-a a descobrir que ele ainda está apaixonado. Enquanto isso, Dwight Schrute investiga a falta de Oscar Martinez no trabalho, descobrindo que não estava doente, mas patinando no gelo com Gil. Dwight o chantageia, dizendo que lhe deve um favor em troca dele não contar nada, mas não descobre sua homossexualidade. Ele ainda assiste um filme com ambos, acreditando que Gil é um colega de quarto.

## Produção

### Roteiro
"The Secret" foi escrito por Lee Eisenberg e Gene Stupnitsky. O roteiro foi criado em aproximadamente 26 horas, o mais rápido da série até aquele momento. A ideia de fazer o "episódio da limpeza de primavera" foi concebido "no último minuto" porque os escritores estavam "desesperados". A subtrama foi inspirada por um amigo de Eisenberg, que foi forçado a fazer uma limpeza em seu trabalho.
O título é propositalmente vago. Nos comentários do DVD, o elenco revelou que há três "segredos" no episódio: os sentimentos ocultos de Jim por Pam, o relacionamento de Dwight com Angela e a homossexualidade de Oscar. Mais tarde, Stupkitsky brincou que há "na verdade nove" fatos escondidos e revelou que a piada inicial foi baseado em uma experiência real. A abertura mostra Michael tentando fazer um trocadilho com a expressão "updog" (na dublagem brasileira, ele questiona: "cheiro de tripada?"). A versão inicial mostrava o gerente regional jogando golfe no escritório, mas foi cortada.
Jenna Fischer disse que a atuação de Krasinski foi sua favorita e a considerou "realmente ótima". Já ele disse que a fala "Qual delas é Pam?", de Creed Bratton, foi seu momento predileto "em todo o programa, de todos os tempos". Fischer, por sua vez, disse que sua cena favorita foi quando Jim afirma que não possui mais uma queda por Pam, devido à emoção envolvida. Ela admitiu mais tarde que, depois que o trecho foi filmado, chorou porque aquilo "partiu [seu] coração".

### Filmagem
"The Secret" foi dirigido por Dennie Gordon, que ocupou novamente o cargo em "Boys and Girls". Tom W. Chick interpretou Gil. O elenco ficou impressionado com sua interpretação; Fischer o chamou de uma "ótima escolha". Lindsey Stoddart, que interpreta uma das garçonetes do Hooters, era uma conhecida de Angela Kinsey.
O momento no restaurante foi filmado cedo pela manhã e a maior parte foi improvisada por Carell. O ator propôs que duas ou mais pessoas gritassem a palavra "pênis" na tentativa de superar uma à outra, uma brincadeira que Krasinski considerou "a coisa mais louca que já experimentei". A cena em que Pam e Kelly debatem sobre os planos do casamento foi particularmente difícil, devido as sequências ao redor. Krasinski observou mais tarde que ficou impressionado com o fato de o diretor e os cinegrafistas terem conseguido com sucesso. O trecho com Michael e Jim conversando na sala de descanso foi gravado em duas partes e unificado pela edição, porque Krasinski estava rindo "o tempo todo". O gerente regional escolhendo um chá gelado de pêssego para Stanley e dizendo que ele "odiaria" foi totalmente improvisado.
O DVD da segunda temporada contém uma série de cenas deletadas desse episódio. Momentos notáveis incluem a abertura com Michael jogando golfe, Dwight expondo seus pensamentos sobre a poeira, Ryan Howard (B. J. Novak) encontrando palavras cruzadas inacabadas da People Magazine de 1999 na sala do gerente regional, Michael descrevendo sua experiência na universidade e comprando uma camiseta do Hooters para Jim.